# Rue Guichard
Pour les articles homonymes, voir Guichard.
La rue Guichard est une voie du 16e arrondissement de Paris, en France.

## Situation et accès
La rue Guichard est une voie publique située dans le 16e arrondissement de Paris. Elle commence 1, place Possoz et 83, avenue Paul-Doumer et finit 70, rue de Passy.
Le quartier est desservi par la ligne 9 à la station La Muette. On trouve également à proximité la ligne C du RER en gare de Boulainvilliers.

## Origine du nom
Elle porte le nom de M. Guichard, propriétaire des terrains sur lesquels a été ouverte cette voie ainsi que celles avoisinantes.

## Historique
Le site fait à l'origine partie d'une villégiature appartenant au vice-amiral Charles Henri d'Estaing. Celle-ci comprenait un grand parc allant de la rue de Passy jusqu'à l'actuelle rue Marceline-Desbordes-Valmore et sa vue était dégagée jusqu'à Issy, Vaugirard, Meudon et Saint-Cloud. Le militaire alterne sa résidence entre cette maison de campagne et son hôtel particulier parisien de la rue Sainte-Anne. Il est arrêté en 1793, sous la Révolution, et guillotiné l'année suivante. Le parc passe ensuite à l'avocat Guichard. Il meurt âgé 85 ans et son fils le vend en 1854 à des lotisseurs, qui y percent la place Possoz et six voies : la rue Guichard, la rue Saint-Hippolyte, la rue Sainte-Claire, la rue Saint-Georges, la rue Saint-Pierre et la rue Notre-Dame. La maison, au premier étage de laquelle était installé l'historien Henri de Riancey depuis 1848, est alors détruite.
Cette voie de l'ancienne commune de Passy est rattachée à la voirie parisienne par un décret du 23 mai 1863.

## Bâtiments remarquables et lieux de mémoire
- no 8 : Paul Steck (1866-1924) y est mort.